# Cyrhla (Beskid Śląski)
Cyrhla (700 m n.p.m.) – mało wybitne wzniesienie w Beskidzie Śląskim. Znajduje się w granicach miasta Wisła w województwie śląskim, w powiecie cieszyńskim.
Nazwa cyrhla jest często spotykana w Karpatach. Pochodzi z języka wołoskiego i oznacza polanę otrzymaną przez cyrhlenie.
Cyrhla wznosi się w bocznym grzbiecie pasma Równicy, odgałęziającym się w Trzech Kopcach Wiślańskich i rozdzielającym doliny Wisły i Dobki. Na Cyrhli grzbiet ten rozgałęzia się na 2 grzbiety:
- północny, potem skręcający na północny zachód, zakończony szczytem Tokarni,
- zachodni ze szczytem Bukowej i Obłaźca[1] (zwanego także Oborą[3]).

Z północnych stoków Cyrhli spływają źródłowe cieki Dobki, stoki zachodnie opadają do doliny Pinkasówki, w stoki południowe wcina się potok Partecznik. Grzbiet jest bezleśny, zajęty przez zabudowania i pola, prowadzi nim droga. Na szczycie znajduje się punkt triangulacyjny.